# Mare Erythraeum
La Mare Erythraeum és el nom d'una regió fosca de Mart i, per tant, una característica d'albedo, que s'hi pot veure amb un telescopi petit; hom va pensar que era un mar i se li va donar el nom llatí de la Mar d'Eritrea. La Mare Erythraeum fou inclosa al mapa de Mart de Percival Lowell (1895).